# Arte rupestre en Cucurpe
El arte rupestre en Cucurpe, es el conjunto de nueve sitios que se encuentran localizados en cañones y cauces principalmente el Arroyo Saracachi al Norte del poblado de Cucurpe, y Río San Miguel al Sur del poblado. Arqueológicamente hablando, Cucurpe sigue en orden de importancia a la Cultura Trincheras, La proveedora en la Zona rupestre de Caborca, y La Pintada al sur de Hermosillo, y el Arte Rupestre en Cucurpe como parte de los múltiples sitios del Arte Rupestre en Sonora. 
Se identifican 22 sitios en el área siendo: "Los Potreritos", "San Javier", "El Potrero Tapieño",  "El Carrizo", "El Matchi", "El Cajón de los Borregos", "El Caracol", "La Tijera", "El Pintor", "La Cueva Pintada", "El Tápiro", "El Potrero" y "Los Nogales".
Adicionalmente encontramos:  
- “El Arco”
- “Cajón de Baisimaco”
- “Cueva Higuerillas”
- “Cueva Blanca de la pulsera”
- “Manos pintas”
- “Cueva de Limbo”
- “Cueva de los monos”
- “Abrigo del Mono” y
- “Abrigo de la calerita”.

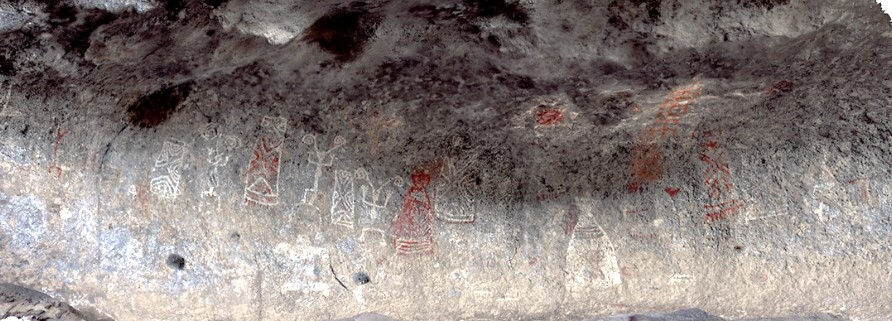
Pintura rupestre en cueva Blanca o la Pulsera

Los seis primeros están ubicados al norte del pueblo de Cucurpe, y los tres últimos al sur del poblado. La mayoría de las pinturas son de color rojo, blanca y negra. La zona está a una altitud de 828 metros sobre el nivel del mar. 
Las composiciones encuadran en un estilo esquemático abstracto que se integran en composiciones de asociación que revelan un lenguaje ideográfico y simbólico. En algunas de los sitios se encuentran mujeres y la menstruación, hombres cazando venados, hombre montando monos, personajes a caballo, manos en positivo y en negativo, algunas figuras con panzas o mujeres embarazadas, niños, adolescentes, petrograbados con piqueteado, pinturas. Algunos tocados en la cabeza con elementos curvados a manera de trenza o cuerno, plumas largas, orejas largas. Los diseños son simples en lo general.
En cuanto a la fauna podemos apreciar, venados, cánidos (perros o coyotes) lagartos, sapos, caballos o asnos. 

### El Arco
Es un sitio que se localiza a unos 8 km al norte del poblado de Cucurpe y a 6 km del rancho “El Pintor”, por la cañada de Guaysimaco o Bayssimaco. Es un abrigo rocoso cuya cavidad se encuentra sobre el cauce seco de un arroyo.  Las dimensiones de este abrigo rocoso son 27 m de longitud, una profundidad máxima de 2.30 m y una altura media de 1.50 m y el conjunto ocupa una franja de unos 20 m de longitud por unos 2 de alto. Se han enlistado unas 892 pictografías. El conjunto alberga motivos pintados y la temática manifiesta un lugar relevante dentro de la zona de Cucurpe. 
Las manifestaciones rupestres, pintadas son en tonos rojizos y algunos en blanco. El contenido es esencialmente de carácter social, con gran número de representaciones humanas de rasgos esquemáticos, muchas de ellas integradas en grupos y varias de las figuras cuentan con variados tocados en la cabeza. Se encuentran varias mujeres en posición de parto, con una manta entre sus piernas; la prenda muestra un círculo rojo al centro y un triángulo en cada esquina; varias figuras embarazadas y las piernas abiertas; algunas figuras están invertidas, lo que pudiera significar muerte; hay máscaras, cánidos y múltiples elementos abstractos, como cruces, líneas, grupos de puntos, círculos radiados, estructuras cuadrangulares con distintos diseños en su interior, como trazos o barras. El instituto Nacional de Antropología e Historia de México, cuenta con su registro y estudio de éstos lugares. (Centro INAH - Sonora: INAH SON: G: 10:31)

### Cajón de Baisimaco
En el rancho "El Retiro", en el arroyo de Baisimaco, que es un afluente del río Dolores, a unos 6 kilómetros al norte del poblado de Cucurpe, se encuentra un abrigo, de pequeñas dimensiones, con un único conjunto en el que predominan los grabados rupestres con formas geométricas sobre los motivos pintados. 
El mural está dividido en dos paneles principales con 11 unidades asociadas que conforman motivos complejos vinculados, y 6 grabados y una pintura en color rojo en el sector derecho. Los motivos representan: trazos ondulados, trazos curvos asociados, “eses” enlazadas, círculos, círculos concéntricos y semicírculos. En la unidad del extremo derecho se cuenta con círculos concéntricos y trazos curvos asociados.
En la unidad en color rojo, comprende una forma elipsoidal con radios en el costado central derecho. En los grabados se aprecian varias tonalidades que indica que los motivos han sido sobrepuestos o grabados en distintas ocasiones. (INAH - SON: G: 10:37)

### Cueva Higuerilla

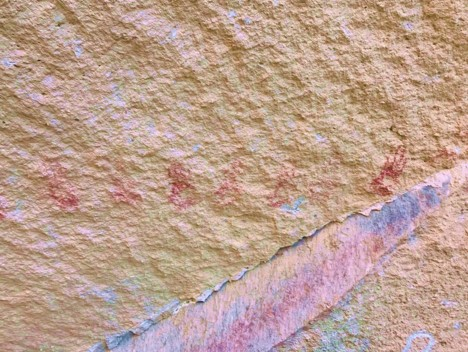
Arte rupestre - Serie de manos - Cueva la Higuerilla. Cucurpe Sonora

La Cueva de la Higuerilla o de las Higueritas, está cercana al arroyo de Baisimaco. La cueva se trata de un gran abrigo rocoso de unos 50 m de longitud, por unos 20 m de altura y unos 12 m de profundidad, situado en el cauce del arroyo Saracahi, en las proximidades del rancho “El Retiro”.
La cueva se utiliza para almacenar pacas de paja para el ganado vacuno, ya que la zona es ganadera, y solamente se revisó una porción, de unos 4 m, en la zona derecha de la cavidad lo que aportó 23 unidades, de las cuales 16 son manos derechas en positivo, y la otra parte representa una figura humana con piernas lineales y pies de pájaro, con dos trazos sinuosos o en forma de serpiente.

### Cueva Blanca de la Pulsera
En el cauce del arroyo Saracachi, se encuentra una pequeña cueva ubicada a 1.7 km al noreste de Cucurpe, en un abrigo rocoso, en la parte baja de la ladera y cerca del arroyo, una explanada con una cubierta de entre 2 a 3 metros de altura, que contiene grabados tanto petroglifos como pictografías. En una serie de 8 figuras, resaltan tres figuras similares, en las cuales, de cada una de ellas, a manera de tocado, parten dos líneas espirales de la parte superior a manera de antenas. Esas mismas tres figuras, se estima que son mujeres en pubertad, ya que en su parte baja, tienen pintura roja, por lo que se presupone, que representan la primera menstruación. A cada lado de éstas figuras se encuentran representaciones rectangulares con cuatro diseños triangulares y líneas paralelas en su interior, en cada una de ellas.
Ésta impresiones, están en pintura blanca con algunos vivos en rojo; los petroglifos se observan sobre las rocas que forman el talud, a manera de un panel de círculos concéntricos; tres figuras similares más que son de cierta manera rectangular con una línea al centro, y que para algunos investigadores pudiera representar una vulva. (INAH SON:G:10:10)

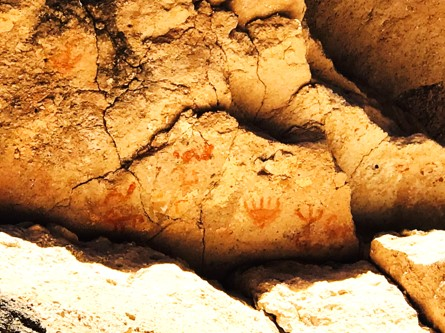
Pinturas rupestres "Manos Pintas" en Cucurpe Sonora

### Manos pintas
Por el arroyo Saracachi, en un alero de la margen derecha, como a 9 metros sobre la base del arroyo y a unos 500 metros aguas abajo del sitio anterior, se puede apreciar un pequeño mural con 12 figuras esquemáticas y abstractas. Hay figuras humanas lineal con las piernas completamente abiertas; se aprecia otra figura humana, un animal cuadrúpedo, una mano o abanico, pequeños círculos, y trazos de líneas quebradas y curvas. (INAH SON:G:10:9)

### El Limbo
Las pinturas se ubican en la margen derecha del río Saracachi, a unos 15 m. sobre el nivel del cauce. Se conservan en el techo de la pequeña cavidad de difícil acceso, pero perfectamente visible desde la base. Son 13 pinturas, donde la mayor cuenta con 1 m de longitud. Los colores empleados son rojo, anaranjado, blanco y el negro. En el Limbo, se puede percibir con claridad una figura humana esquemática con varios motivos cuadrangulares y otros rectangulares, así como ciertos diseños de grecas en su interior. Los colores utilizados son rojizo anaranjado (INAH: SON:G:10:8).

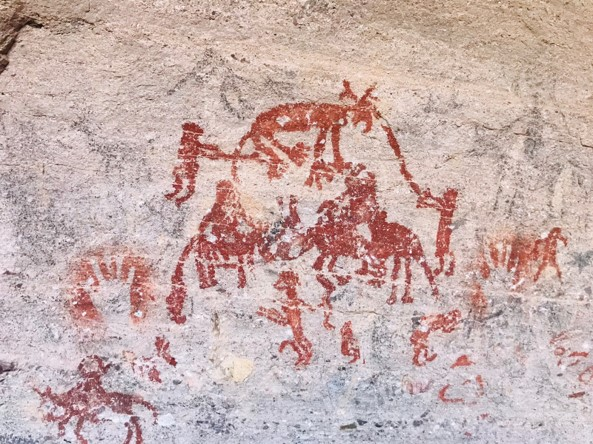
Arte Rupestre en Parte central de Cueva de los monos en Cucurpe

### La Cueva de los Monos
La Cueva de los Monos se encuentra a dos kilómetros y medio al suroeste del poblado de Cucurpe sobre la margen derecha del río San Miguel, en una pequeña cañada, que desemboca al río se encuentra la cueva en una de las paredes. La cueva cuenta con una profundidad de 15 metros de largo, en su eje este a oeste y 12 metros desde la entrada de la cueva hasta el fondo por 10 de ancho y 6 de alto.
Se registraron 109 figuras, entre ellos un mural, con pinturas en rojizo y en negro. El conjunto que más llama la atención a quien visita por primera vez, es una escena de cacería de venado donde un hombre, sujeta al animal por los cuernos con una cuerda, mientras otro, hiere las patas traseras con una lanza. Adicionalmente, hay otro hombre que lleva un arco y flecha; uno más está montado a caballo y se ven algunas cruces. Éstas pinturas son del siglo XVII, ya que por ésas los misioneros, estaban por ésa región.

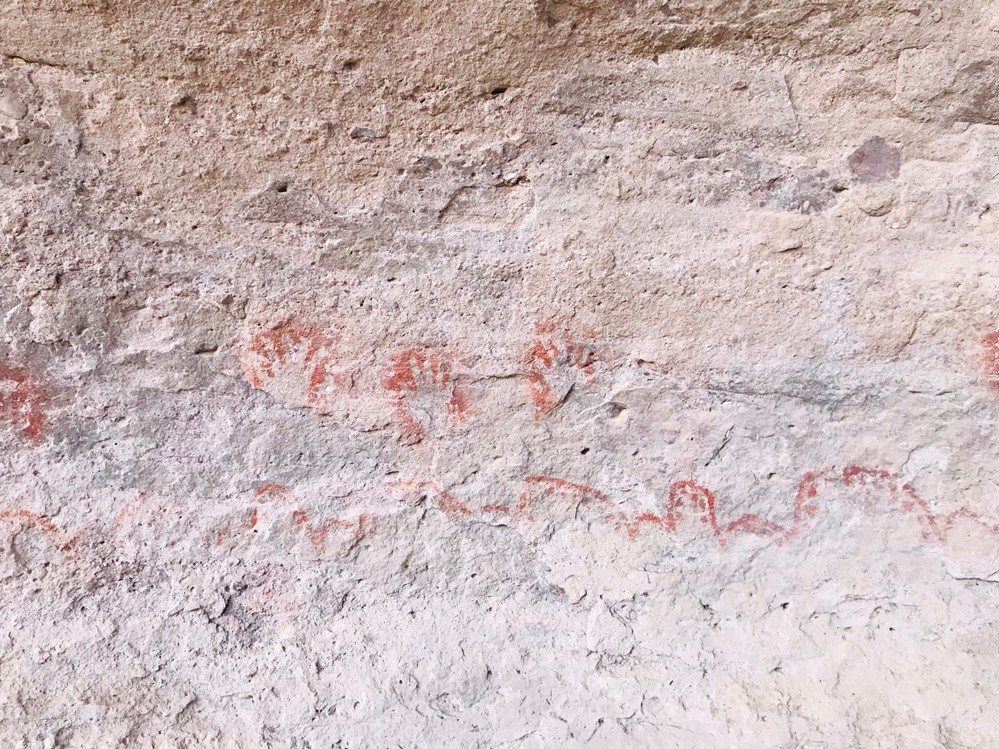
Arte rupestre en Cueva de los monos - perfil de la sierra Cucurpe

Existe también una serie de pequeños puntos que van formando la silueta continua de colinas o cerros, de varios metros de largo. Hay un conjunto de cinco manos pintadas al negativo, en color rojo. El total de manos en negativo encontradas en la cueva son 14.
En otra de las cuevas hay pinturas con hombres montando en monos, otras son palmas de la mano, cruces, figuras geométricas, hombres cazando venados, la representación de una sierra y la de un personaje ante una cruz. (SON:G:10:30)

### El abrigo de mono
Este es una cavidad similar a las anteriores en el cauce del río San Miguel, en un alero de una cavidad, con techo de difícil acceso, contiene tres unidades visibles desde la base, con representaciones humanas de trazo lineal, motivos rectangulares como muchos de la zona, con rombos concéntricos y trazos curvos. El color más utilizado es el rojo. (INAH SON:G:10:46).

### Cajón de la Calderita o Calerita
Las pinturas de la Cueva del Cajón de la Calderita, se trata de una cavidad situada en la base del arroyo, con 30 m. en la entrada, 11 m de profundidad y 5 m de altura máxima. 
Las pinturas de la cueva, están situadas en parte del techo y la zona alta de la pared. Contiene unas 71 unidades, de las cuales gran parte de ellos son figuras abstractas, entre ellos: círculos, semicírculos, círculos concéntricos, círculos con punto central, en forma de sol, líneas en zigzag, rectángulos cual si fuera una tela con rombos concéntricos. También se pueden percibir una estructura, manos en positivo, figuras humanas, algunas con indicación de las manos y los pies en forma de horquilla o garra de ave. (Centro INAH-Sonora SON:G:10:15).